# Gobbel
Gobbel este un film românesc din 2011 regizat de Raluca David. Rolurile principale au fost interpretate de actorii Georg Potzolli, Dan Chiorean, Cătălin Codreanu.

## Distribuție
Distribuția filmului este alcătuită din:
- Arthur Birnbaum — barmanul
- Dan Chiorean — vânzătorul
- Elena Ivanca — femeia
- Adi Moloca
- Cătălin Codreanu — preotul
- Mădălina Grecu
- Marius Bența — bărbatul
- Daniel Deac
- Cristian Hedeș — băiatul
- Georg Potzolli — Gobbel
- Minai Bahnaer